# 沙芜乡
沙芜乡，是中华人民共和国福建省三明市清流县下辖的一个乡镇级行政单位。

## 行政区划
沙芜乡下辖以下地区：
白塔村、上坪村、铁石村、新矶村和洞口村。